# Gobierno Sipilä
 El gobierno de Juha Sipilä fue el 74.º gobierno de Finlandia. Se formó después de las elecciones parlamentarias de 2015 y fue nombrado formalmente por el presidente Sauli Niinistö el 29 de mayo de 2015. Desde junio de 2017, el gabinete consistió en una coalición formada por el Partido del Centro, Reforma Azul y el Partido Coalición Nacional . El primer ministro del gobierno fue Juha Sipilä. 
Después de las elecciones parlamentarias de 2015 y las discusiones de formación de gobierno, se formó un gobierno de coalición que se conformó por los tres partidos de centro-derecha más grandes: el Partido del Centro, el Partido Coalición Nacional y el Partido de los Finlandeses. El Partido del Centro volvió a liderar el gobierno después de cuatro años en la oposición. Esta fue la primera vez que un partido populista de derecha, el Partido de los Finlandeses, participó en un gobierno finlandés y la primera vez desde 1979 que el Partido Popular Sueco fuera excluido. La coalición de centroderecha tuvo un total de 124 (62%) de los 200 escaños en el Parlamento de Finlandia cuando comenzó. El 22 de junio de 2016, la parlamentaria del Partido de los Finlandeses, Maria Tolppanen, se unió al Partido Socialdemócrata, reduciendo el gobierno a 123 escaños.
Como resultado de las elecciones del liderazgo del Partido de los Finlandeses de 2017, Jussi Halla-aho se convirtió en el líder del partido. El 12 de junio de 2017, Sipilä y Orpo declararon que no veían motivos para continuar cooperando con el Partido de los Finlandeses, anunciando efectivamente la inminente disolución del Gobierno de Sipilä. Ellos citaron los desacuerdos en los valores fundamentales de sus partidos, así como también, que el nuevo liderazgo de Halla-aho desde Bruselas, como obstáculos para mantener la coalición tripartita. Al día siguiente, el 13 de junio de 2017, un grupo se separó del Partido de los Finlandeses formando un nuevo grupo parlamentario llamado Reforma Azul (inicialmente Nueva Alternativa) y declaró su disposición a continuar en el gabinete. Como resultado, Reforma Azul tomó el lugar del Partido de los Finlandeses en el gabinete y el gobierno continuó con los mismos ministros que antes, pero ahora con el Partido de los Finlandeses entrando en oposición. Después de la separación, el número total de escaños ocupados por el gobierno cambió algunas veces debido a la lealtad cambiante de algunos parlamentarios del Partido de los Finlandeses, pero finalmente se quedó en 106 escaños, de los cuales uno es el presidente del parlamento, y como resultado no puede votar.
El gobierno de Sipilä fue el gobierno más dominado por los hombres en la historia finlandesa contemporánea. Se compuso de 17 ministros, de los cuales doce eran hombres y cinco eran mujeres. 
El 8 de marzo de 2019 se anunció que Sipilä había pedido permiso al presidente de Finlandia, Sauli Niinistö, para disolver el gabinete y que Niinistö había aceptado. El gabinete se disolvió ese día, pero se le pidió que continuara como gobierno provisional hasta que se formara un nuevo gobierno.

## Ministros
Al comienzo de su mandato, hubo un total de 14 ministros en el gobierno de Sipilä: seis ministros del Partido del Centro y cuatro ministros del Partido Coalición Nacional y cuatro del Partido de los Finlandeses. En abril de 2017, debido a la preocupación de que algunos ministros tenían demasiada responsabilidad para cumplir con su trabajo adecuadamente, el gobierno decidió dividir algunas de las carteras. Como resultado, la carga de trabajo de ciertos ministros disminuyó y cada partido recibió un puesto de ministro adicional, lo que resultó en un total de 17 ministros en el gobierno.
El 13 de junio de 2017, las cinco carteras ministeriales pertenecientes al Partido de los Finlandeses fueron entregadas a Reforma Azul. 
| Ministerio                                          | Ministro             | Ministro | Partido | Partido            | Inicio                  | Término                 |
| --------------------------------------------------- | -------------------- | -------- | ------- | ------------------ | ----------------------- | ----------------------- |
| Primer Ministro                                     | Juha Sipilä          |          |         | Centro             | 29 de mayo de 2015      | 6 de junio de 2019      |
| Vice Primer Ministro                                | Timo Soini           |          |         | de los Finlandeses | 29 de mayo de 2015      | 28 de junio de 2017     |
| Vice Primer Ministro                                | Petteri Orpo         |          |         | Coalición Nacional | 28 de junio de 2017     | 6 de junio de 2019      |
| Ministro de Asuntos Exteriores                      | Timo Soini           |          |         | Reforma Azul       | 29 de mayo de 2015      | 6 de junio de 2019      |
| Ministro para el Comercio Exterior y Desarrollo     | Lenita Toivakka      |          |         | Coalición Nacional | 29 de mayo de 2015      | 22 de junio de 2016     |
| Ministro para el Comercio Exterior y Desarrollo     | Kai Mykkänen         |          |         | Coalición Nacional | 22 de junio de 2016     | 6 de febrero de 2018    |
| Ministro para el Comercio Exterior y Desarrollo     | Anne-Mari Virolainen |          |         | Coalición Nacional | 6 de febrero de 2018    | 6 de junio de 2019      |
| Ministro de Justicia y Trabajo                      | Jari Lindström       |          |         | de los Finlandeses | 29 de mayo de 2015      | 5 de mayo de 2017       |
| Ministro de Justicia                                | Antti Häkkänen       |          |         | Coalición Nacional | 5 de mayo de 2017       | 6 de junio de 2019      |
| Ministro del Trabajo                                | Jari Lindström       |          |         | Reforma Azul       | 29 de mayo de 2015      | 6 de junio de 2019      |
| Ministro del Interior                               | Petteri Orpo         |          |         | Coalición Nacional | 29 de mayo de 2015      | 22 de junio de 2016     |
| Ministro del Interior                               | Paula Risikko        |          |         | Coalición Nacional | 22 de junio de 2016     | 6 de febrero de 2018    |
| Ministro del Interior                               | Kai Mykkänen         |          |         | Coalición Nacional | 6 de febrero de 2018    | 6 de junio de 2019      |
| Ministro de Defensa                                 | Jussi Niinistö       |          |         | Reforma Azul       | 29 de mayo de 2015      | 6 de junio de 2019      |
| Ministro de Hacienda                                | Alexander Stubb      |          |         | Coalición Nacional | 29 de mayo de 2015      | 22 de junio de 2016     |
| Ministro de Hacienda                                | Petteri Orpo         |          |         | Coalición Nacional | 22 de junio de 2016     | 6 de junio de 2019      |
| Ministra de Gobierno Local y Reformas Públicas      | Anu Vehviläinen      |          |         | Centro             | 29 de mayo de 2015      | 29 de mayo de 2019      |
| Ministra de Gobierno Local y Transportes            | Anu Vehviläinen      |          |         | Centro             | 29 de mayo de 2019      | 6 de junio de 2019      |
| Ministra de Educación                               | Sanni Grahn-Laasonen |          |         | Coalición Nacional | 29 de mayo de 2015      | 6 de junio de 2019      |
| Ministro de Asuntos Europeos, Cultura y Deportes    | Sampo Terho          |          |         | Reforma Azul       | 5 de mayo de 2017       | 6 de junio de 2019      |
| Ministro de Agricultura y Silvicultura              | Jari Leppä           |          |         | Centro             | 5 de mayo de 2017       | 6 de junio de 2019      |
| Ministra de Transportes y Comunicaciones            | Anne Berner          |          |         | Centro             | 29 de mayo de 2015      | 29 de mayo de 2019      |
| Ministro de Asuntos Económicos                      | Olli Rehn            |          |         | Centro             | 29 de mayo de 2015      | 29 de diciembre de 2016 |
| Ministro de Asuntos Económicos                      | Mika Lintilä         |          |         | Centro             | 29 de diciembre de 2016 | 6 de junio de 2019      |
| Ministra de Asuntos Sociales y Salud                | Hanna Mäntylä        |          |         | de los Finlandeses | 29 de mayo de 2015      | 25 de agosto de 2016    |
| Ministra de Asuntos Sociales y Salud                | Pirkko Mattila       |          |         | Reforma Azul       | 25 de agosto de 2016    | 6 de junio de 2019      |
| Ministro de Asuntos Familiares y Servicios Sociales | Juha Rehula          |          |         | Centro             | 29 de mayo de 2015      | 10 de julio de 2017     |
| Ministro de Asuntos Familiares y Servicios Sociales | Annika Saarikko      |          |         | Centro             | 10 de julio de 2017     | 6 de junio de 2019      |
| Ministro de Vivienda, Energía y Medio Ambiente      | Kimmo Tiilikainen    |          |         | Centro             | 5 de mayo de 2017       | 6 de junio de 2019      |